# Збероая (Молдова)
Збероая (рум. Zberoaia) — село у Ніспоренському районі Молдови. Утворює окрему комуну.

## Населення
За даними перепису населення 2004 року у селі проживали 1866 осіб.
Національний склад населення села:
| Національність       | Кількість осіб | Відсоток   |
| -------------------- | -------------- | ---------- |
| молдавани румуни     | 1702 150       | 91,2% 8,0% |
| росіяни              | 9              | 0,5%       |
| українці             | 2              | 0,1%       |
| цигани               | 2              | 0,1%       |
| інша / без відповіді | 1              | 0,1%       |
| Всього               | 1866           | 100%       |